# Alcaria Ruiva
Pour les articles homonymes, voir Alcaria.
Alcaria Ruiva est une paroisse civile portugaise (en portugais : freguesia) de la municipalité de Mértola dans le district de Beja.

## Géographie
Alcaria Ruiva est située au nord-ouest de Mértola, sur la route de Beja et Castro Verde.
L'est de la paroisse se trouve dans le parc naturel de la vallée du Guadiana (en).

## Démographie
Lors du recensement de 2021, Alcaria Ruiva compte 630 habitants.